# Diocesi di Astigi
La diocesi di Astigi (in latino Dioecesis Astigitana) è una sede soppressa e sede titolare della Chiesa cattolica.

## Storia
Astigi (oggi Écija) era una città della provincia romana della Betica, sede di una diocesi suffraganea dell'arcidiocesi di Siviglia.

### L'epoca romana e visigota
La tradizione racconta che fu l'apostolo Paolo a fondare la comunità cristiana in questa città, nel suo ipotetico viaggio in Hispania. Il calendario di Cordova, datato al 961, menziona due santi originari di Astigi: san Crispino, martire, ricordato anche come vescovo in calendari mozarabi dell'XI secolo; e santa Trepes, vergine e martire. La storicità di questi due santi è confermata da un calendario marmoreo, scoperto a Carmona nel 1909, e datato al VI secolo, dove si ritrovano i nomi dei due santi.
Incerte sono le origini della diocesi di Astigi. Nei concili di Elvira (inizio IV secolo) e di Arles (314) furono presenti molti sacerdoti in rappresentanza dei loro vescovi assenti. In questi due concili furono presenti, nel primo Barbatus de Adjungi (o de Advingi), e nel secondo Termarius ex civitate Bastigentium, termini nei quali si vuole vedere la sede di Astigi. Nel caso di Termario tuttavia la sede di appartenenza potrebbe anche essere quella di Basti. In entrambi i casi, Barbato e Termario sono preceduti, nelle sottoscrizioni, dal presbitero Natale in rappresentanza del vescovo di Ursona: questa sequenza, presente in entrambi i concili, è un ulteriore motivo per supportare la tesi di Astigi.
Tra il 567 e il 572 la città di Astigi fu conquistata dai Visigoti e da questo momento più copiose diventano le notizie sulla diocesi, grazie a una lunga lista di vescovi che presero parte ai concili di Siviglia e di Toledo dalla fine del VI secolo alla fine del VII secolo. Il primo vescovo conosciuto è Gaudenzio, che era già morto da tempo quando si celebrò il concilio toletano del 589. Il vescovo più celebre è certamente san Fulgenzio, fratello di san Leandro e di sant'Isidoro, metropoliti di Siviglia.
Incerto è il territorio su cui esercitavano la loro giurisdizione i vescovi di Astigi. Di certo comprendeva parte del conventus Astigitanus e parte del conventus Hispalensis ed era compresa tra le diocesi di Cordova, Siviglia, Malaga, Illiberi e Egabro. I confini non erano ben chiari nemmeno nel VII secolo: per due volte infatti, nel concilio di Siviglia del 619, Fulgenzio dovette affrontare le lamentele dei vicini, i vescovi Teodulfo di Malaga e Onorio di Cordova, per questioni di confini, e soccombere di fronte alle loro richieste.
Nella prima metà del VII secolo la diocesi visse un vero e proprio dramma che coinvolse due vescovi, Marciano e Avenzio. Marciano fu accusato di divinazione, concubinaggio e complotto contro il re, e fu deposto in un concilio celebrato a Siviglia tra il 628 e il 629, e contestualmente fu eletto al suo posto Avenzio. Marciano protestò la sua innocenza e si appellò al concilio di Toledo del 636, il quale riconobbe l'irregolarità della sua deposizione, e lo reintegrò nell'episcopato, ma senza la restituzione della sede di Astigi. Marciano non si accontentò e si appellò ancora al concilio di Toledo del 638, durante il quale furono sentiti nuovamente tutti i testimoni del 628/629: la conclusione fu che Avenzio aveva tramato contro Marciano per ottenere la sede di Astigi e per questo aveva inventato tutte le accuse, costringendo i testimoni a deporre il falso. Marciano riottenne la sede di Astigi e Avenzio fu deposto.

### L'epoca araba
Nel 711 gli arabi passarono lo stretto di Gibilterra e iniziarono la conquista della penisola iberica, che pose fine alla dinastia visigota. Astigi fu conquistata nello stesso 711, dopo un mese di assedio, ma ciò non mise fine alla diocesi, che continuò a sussistere fino a metà circa del XII secolo.
Di questo periodo oscuro sono noti pochissimi vescovi. Leovigildo e Beato presero parte ai concili di Cordova dell'839 e dell'862. Martino è documentato da un'iscrizione funeraria, che ne data la morte al 13 maggio 931. il nome di Servando compare su un manoscritto della Vulgata dell'VIII secolo, che il vescovo donò al suo amico Giovanni, vescovo di Cordova nel 988. Anche in quest'ultimo caso, viene utilizzata l'espressione catedram Bastigitane, che potrebbe riferirsi alla sede di Astigi, ma anche a quella di Basti.
La diocesi sopravvisse fino al 1142/1144, quando il territorio fu conquistato dagli Almohadi, molto meno tolleranti nei confronti del cristianesimo, che posero fine alla diocesi. Con la riconquista cristiana della regione (verso il 1240) e il ripristino dell'arcidiocesi di Siviglia la diocesi non venne più ripristinata e il suo territorio fu assorbito dall'antica sede metropolitana.

### La sede titolare
Dal 1969 Astigi è annoverata tra le sedi vescovili titolari della Chiesa cattolica; dal 9 gennaio 2024 il vescovo titolare è Bruno Varriano, O.F.M., vescovo ausiliare di Gerusalemme dei Latini.

## Cronotassi

### Vescovi residenti
- San Crispino † (III secolo)
- Gaudenzio † (prima del 589)
- Pegasio † (prima del 589 - dopo il 590)
- San Fulgenzio † (prima del 610 - dopo il 619)
- Marciano † (? - circa 628/629 deposto)
- Avenzio † (circa 628/629 - 638 deposto)
- Marciano † (638 - ?) (per la seconda volta)
- Stefano † (prima del 646 - dopo il 653)
- Teodulfo † (prima del 681 - dopo il 683)
- Nandarbo † (menzionato nel 688)
- Arvidio † (menzionato nel 693)
- Leovigildo † (menzionato nell'839)
- Beato † (menzionato nell'862)
- Martino † (? - 13 maggio 931 deceduto)
- Servando † (prima del 988)

### Vescovi titolari
- Umberto Malchiodi † (3 ottobre 1969 - 14 gennaio 1971 dimesso)
- Antal Jakab † (23 dicembre 1971 - 2 aprile 1980 succeduto vescovo di Alba Iulia)
- Pio Vittorio Vigo † (13 gennaio 1981 - 7 marzo 1985 nominato vescovo di Nicosia)
- Agostino Marchetto (31 agosto 1985 - 30 settembre 2023 nominato cardinale diacono di Santa Maria Goretti)
- Bruno Varriano, O.F.M., dal 9 gennaio 2024